# L'Homme inquiet
L'Homme inquiet (titre original : Den orolige mannen) est un roman policier de Henning Mankell paru en 2009 en Suède, traduit en français en 2010 et mettant en scène l'inspecteur de police Kurt Wallander, ainsi que sa fille Linda.
Il s'agit du dernier livre de la série de l'inspecteur Wallander. Il enquête ici sur la disparition du beau-père de sa fille Linda, un ancien officier de la marine, avec qui Wallander avait échangé quelques souvenirs de la guerre froide. 
L'enquête se corse quand la femme de l'officier est retrouvée morte...

## Éditions françaises
Édition imprimée originale
- Henning Mankell (trad. du suédois par Anna Gibson), L'Homme inquiet [« Den orolige mannen »], Paris, éd. du Seuil, coll. « Seuil policiers », 21 octobre 2010, 551 p., 23 cm (ISBN 978-2-02-101878-3, BNF 42307111)

Édition en gros caractères
- Henning Mankell (trad. du suédois par Anna Gibson), L'Homme inquiet [« Den orolige mannen »], Cergy, éd. À vue d'œil, coll. « 16-17 : littérature », 16 mai 2011, 947 p., 24 cm (ISBN 978-2-84666-633-6, BNF 42438588)L'ouvrage comporte deux volumes indissociables.

Édition au format de poche
- Henning Mankell (trad. du suédois par Anna Gibson), L'Homme inquiet [« Den orolige mannen »], Paris, éd. Points, coll. « Points : policier » (no P2741), 5 janvier 2012, 593 p., 18 cm (ISBN 978-2-7578-2509-9, BNF 42583157)

Livre audio
- Henning Mankell (trad. du suédois par Anna Gibson), L'Homme inquiet [« Den orolige mannen »], Ville-d'Avray, éd. Sixtrid, 25 avril 2014 (EAN 3358950002542)Texte intégral ; narrateur : Marc-Henri Boisse ; support : 2 disques compacts audio MP3 ; durée : 15 h 20 min environ ; référence éditeur : Sixtrid A58M.

## Adaptation télévisuelle
Le roman a fait l'objet, dans le cadre de la série télévisée Les Enquêtes de l'inspecteur Wallander (Wallander), avec Kenneth Branagh, d'une adaptation en deux épisodes d'environ 90 minutes, titrés L'Homme inquiet (A Lesson in Love et The Troubled Man), initialement diffusés, au Royaume-Uni, les 29 mai 2016 et 5 juin 2016 (saison 4, épisodes 2 et 3).